# Monestir d'Achi
El monestir d'Achi o monestir d'Achi de Sant Jordi (en georgià: აჭის წმ. გიორგის სახელობის მონასტერი) és una església medieval ortodoxa georgiana situada a la vora del llogaret d'Achi, a la regió de Gúria, al sud-oest de Geòrgia, a 9 km al sud de la ciutat d'Ozurgueti.

## Arquitectura
El monestir d'Achi és una església d'una única nau, construïda en obra de pedra picada. Edificat a la fi del segle xiii o principis del XIV, va ser posteriorment rebatejat, renovat i envoltat d'una muralla defensiva. Tot l'interior està pintat al fresc. Alguns murals, que daten de finals del segle xiii, traeixen les afinitats amb l'art paleòleg, són rareses iconogràfiques, com les que representen la vida de sant Jordi. Una de les inscripcions que l'acompanyen, en grec, esmenta Onèsim, de l'Imperi de Trebisonda, probablement un pintor. Els tons daurat, vermell i verd brillant prevalen en la pintura d'Achi, que es combinen harmoniosament amb un fons gris blavós. Una inscripció georgiana en escriptura asomtavruli, a la façana oriental, diu així: «Sant Jordi, intercedeix pels senyors Saghir, Rati i Ushanian, i intercedeix per Nikoloz d'Achi i els picapedrers Mikel i Mkhetsidze».

## Història

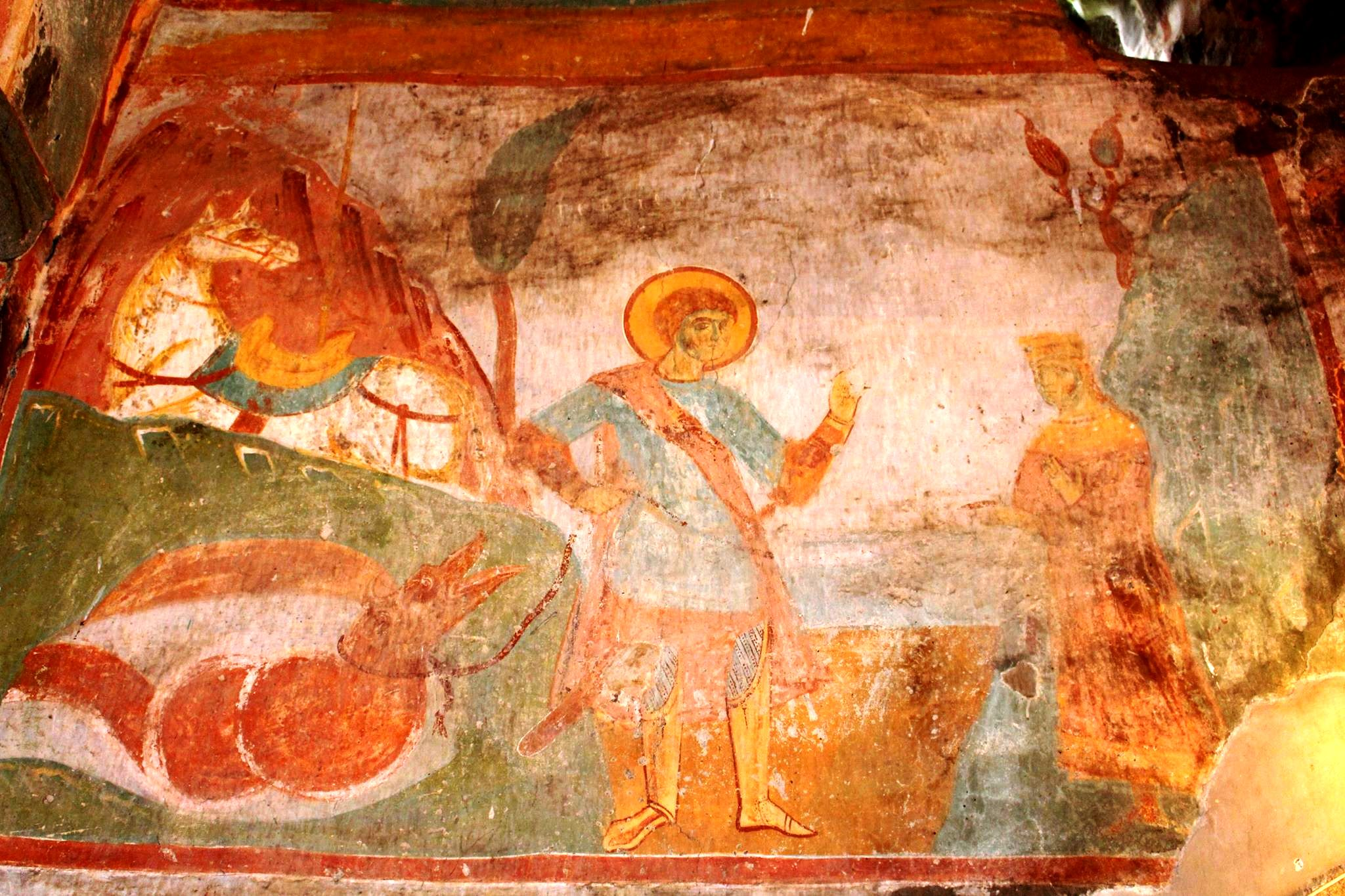
Sant Jordi i el drac vençut. Un fresc d'Achi

El monestir d'Achi va ser afavorit pels prínceps de Gúria, especialment Simó I Gurieli i Kaikhosro I Gurieli al segle xvii. Tots dos van fer importants donacions a l'església i Kaikhosro la va convertir en un metoquió de la seu del bisbat del monestir del Creador. L'abadia d'Achi va ser hereditària de la família Salukvadze-Taqaishvili. L'església albergava una creu de plata daurada amb una inscripció georgiana que esmentava la reina Tamara de Geòrgia, descoberta per Ekvtime Taqaishvili. L'objecte va ser conservat per la família Salukvadze durant l'època soviètica i va tornar a l'església d'Achi l'any 2015.
L'església d'Achi va ser restaurada per a ús cristià el 1991, i està inscrita en el registre dels Monuments Culturals destacats de Geòrgia.

## Galeria

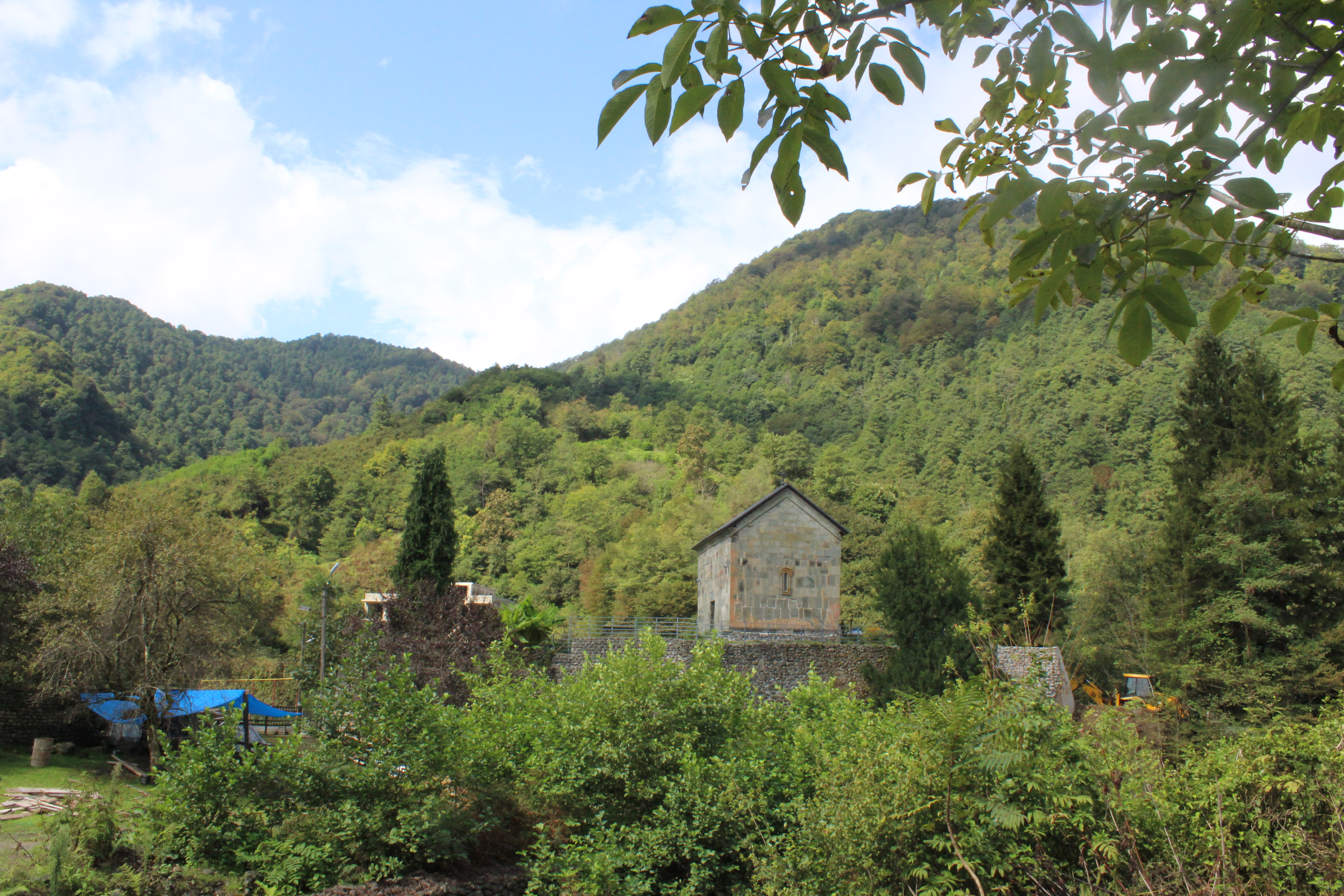
Vista general exterior
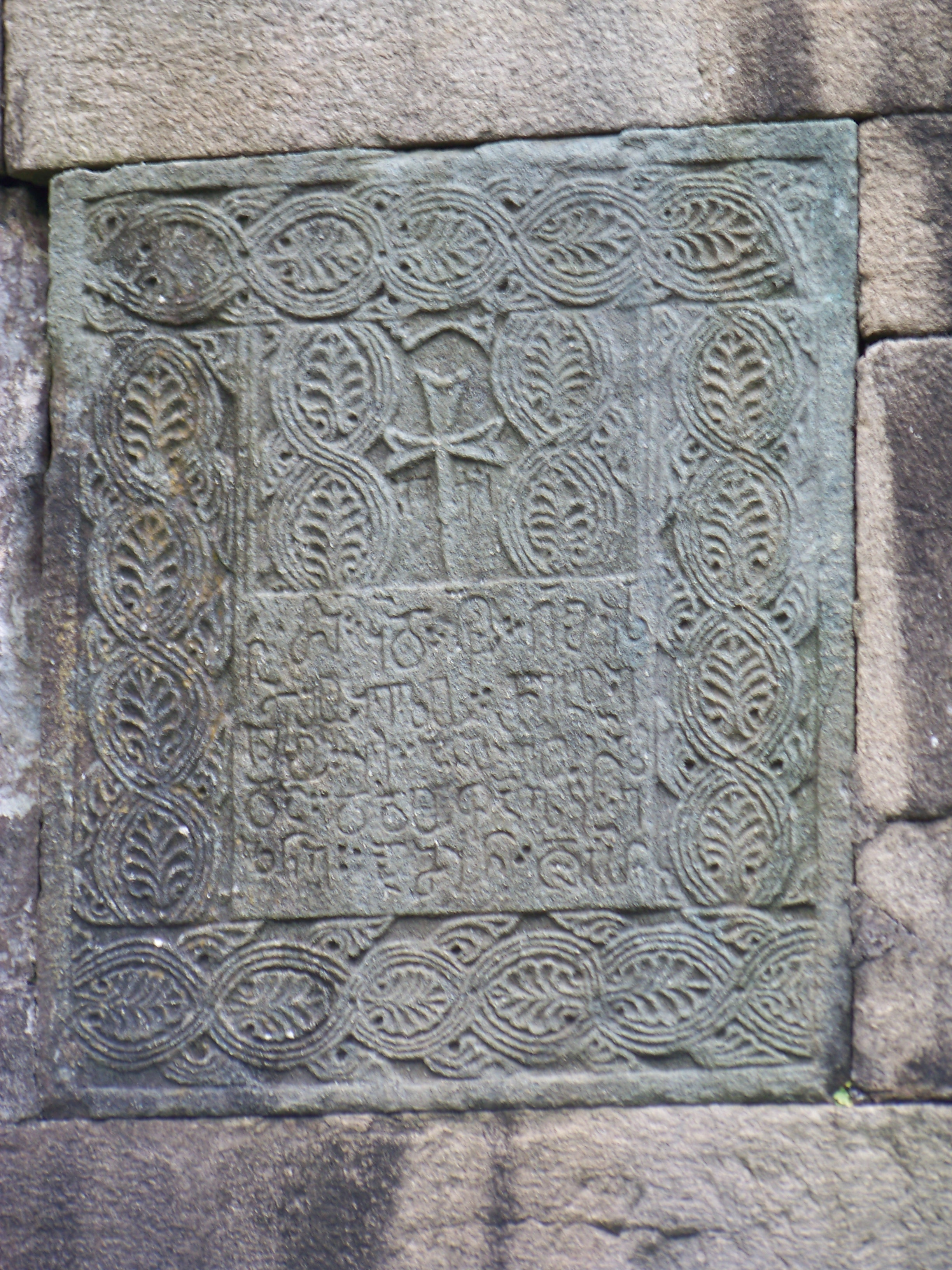
Inscripció
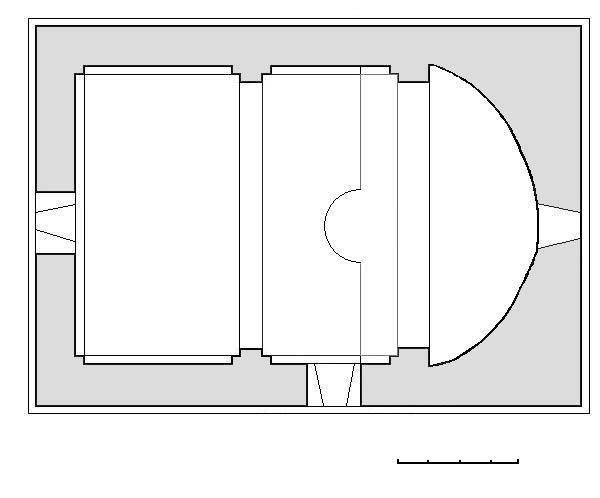
Plànol de l'església
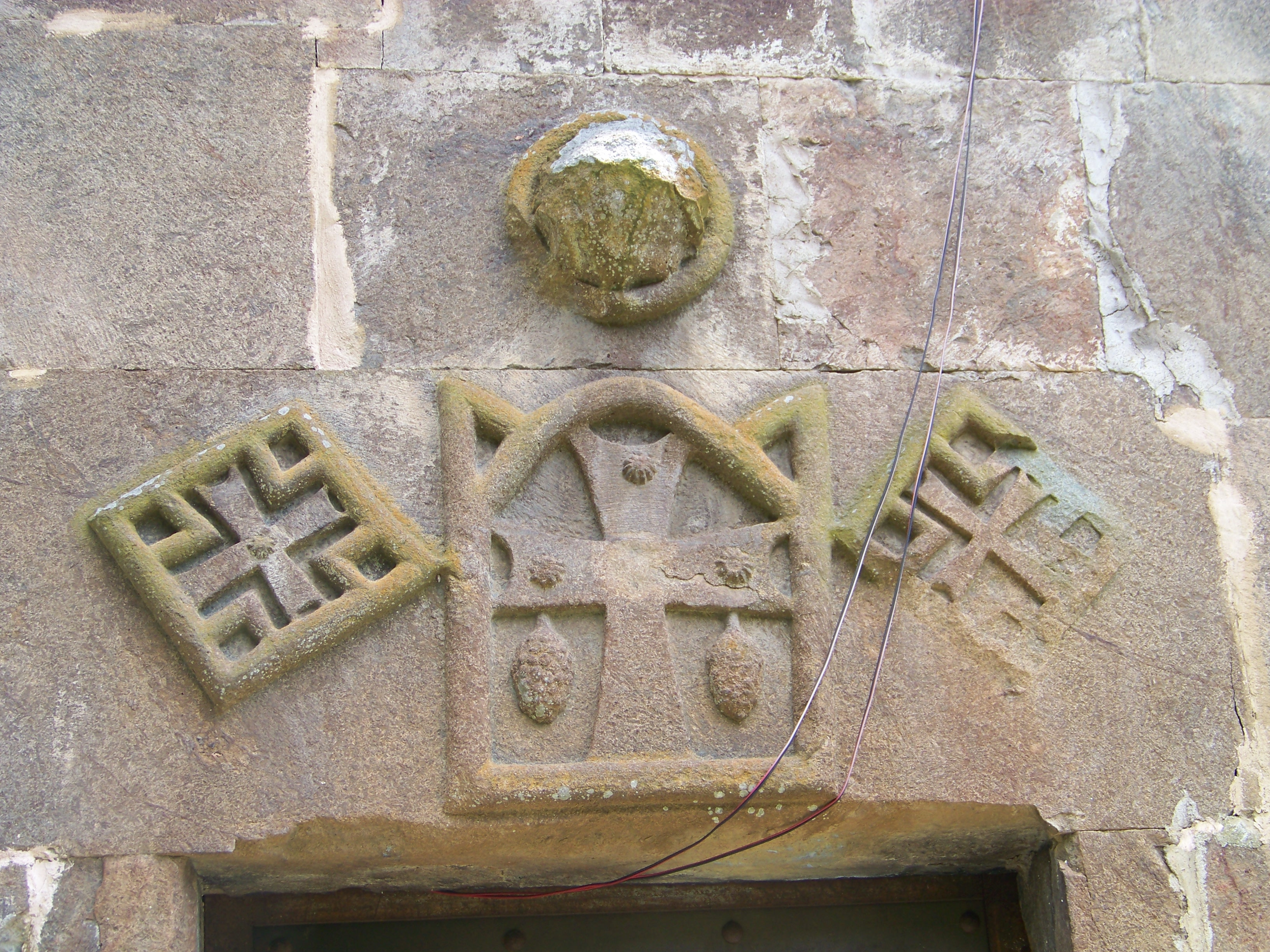
Baix relleu